# Repère mobile

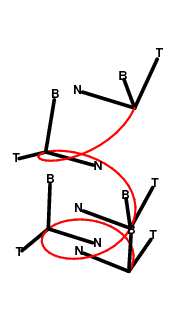
Le repère de Frenet-Serret sur une courbe est l’exemple le plus simple de repère en mouvement.

En mathématiques, un repère mobile est une généralisation flexible de la notion de base ordonnée d'un espace vectoriel souvent utilisée pour étudier la géométrie différentielle extrinsèque de variétés lisses intégrées dans un espace homogène .

## Introduction
En termes simples, un repère de référence est un système de règles de mesure utilisé par un observateur pour mesurer l'espace environnant en fournissant des coordonnées . Un repère mobile est alors un référentiel qui se déplace avec l'observateur le long d'une trajectoire (le plus souvent, une courbe ). La méthode du référentiel mobile, dans cet exemple simple, cherche à produire un repère mobile « de préférence » à partir des propriétés cinématiques de l'observateur. Dans un cadre géométrique, ce problème a été résolu au milieu du XIXe siècle par Jean Frédéric Frenet et Joseph-Alfred Serret. Le repère de Frenet-Serret est un repère mobile défini sur une courbe qui peut être construit uniquement à partir de la vitesse et de l'accélération de la courbe.
Le repère de Frenet-Serret joue un rôle clé dans la géométrie différentielle des courbes, conduisant finalement à une classification plus ou moins complète des courbes lisses dans l'espace euclidien à une congruence près. Les formules de Frenet-Serret montrent qu'il existe un couple de fonctions définies sur la courbe, la torsion et la courbure, qui sont obtenues en dérivant le repère, et qui décrivent complètement comment le repère évolue le long de la courbe au cours du temps. Une caractéristique clé de la méthode générale est qu’un repère mobile préférentiel, à condition qu’il puisse être trouvé, donne une description cinématique complète de la courbe.

Trièdre de Darboux, constitué d'un point P et d'un triplet de vecteurs unitaires orthogonaux e _{1}, e _{2} et e _{3} qui est adapté à une surface dans le sens où P se trouve sur la surface et e _{3} est orthogonal à la surface.

À la fin du XIXe siècle, Gaston Darboux étudie le problème de la construction d'un repère mobile préférentiel sur une surface de l'espace euclidien au lieu d'une courbe, le repère de Darboux (ou le trièdre mobile comme on l'appelait alors). Il s'est avéré en général impossible de construire un tel cadre, et qu'il existait des conditions d'intégrabilité qui devaient d'abord être satisfaites.
Plus tard, les repères mobiles ont été largement développés par Élie Cartan et d'autres dans l'étude des sous-variétés d' espaces homogènes plus généraux (tels que l'espace projectif ). Dans ce contexte, un référentiel transporte l'idée géométrique d'une base d'un espace vectoriel vers d'autres types d'espaces géométriques ( géométries de Klein ). Voici quelques exemples de repères :
- Un référentiel linéaire est une base ordonnée d'un espace vectoriel .
- Un repère orthonormé d'un espace vectoriel est une base ordonnée constituée de vecteurs unitaires orthogonaux (une base orthonormée ).
- Un référentiel affine d'un espace affine est constitué d'un choix d' origine ainsi que d'une base ordonnée de vecteurs dans l' espace affine associé.
- Un référentiel euclidien d'un espace affine est un choix d'origine accompagné d'une base orthonormée de l'espace des différences.
- Un référentiel projectif sur un espace projectif de dimension n est une collection ordonnée de n +2 points telle que tout sous-ensemble de n +1 points soit linéairement indépendant .
- Les champs de repère en relativité générale sont des cadres à quatre dimensions, ou tétrade.

Dans chacun de ces exemples, l’ensemble de tous les repères est homogène dans un certain sens. Dans le cas des repères linéaires, par exemple, deux repères quelconques sont liés par un élément du groupe linéaire général . Les repères projectifs sont reliés par le groupe linéaire projectif . Cette homogénéité, ou symétrie, de la classe des repères regroupe les caractéristiques géométriques du domaine linéaire, affine, euclidien ou projectif. Un repère mobile, dans ces circonstances, n’est que cela : un repère qui varie d’un point à un autre.
Formellement, un repère sur un espace homogène G / H est constitué d'un point dans le fibré tautologique G → G / H . Un repère mobile est une section de ce fibré. Il est mobile dans le sens où lorsque le point de la base varie, le repère dans la fibre change d'un élément du groupe de symétrie G . Un repère mobile sur une sous-variété M de G / H est une section du pull-back du fibré tautologique à M . Intrinsèquement  un repère mobile peut être défini sur un fibré principal P sur une variété. Dans ce cas, un référentiel mobile est donné par une application G -équivariante φ : P → G, encadrant ainsi la variété par des éléments du groupe de Lie G .
On peut étendre la notion de repères à un cas plus général : on peut « souder » un faisceau de fibrés en une variété lisse, de telle manière que les fibres se comportent comme si elles étaient tangentes. Lorsque le faisceau de fibres est un espace homogène, cela se réduit au champ de repères décrit ci-dessus. Lorsque l'espace homogène est un quotient de groupes orthogonaux spéciaux, cela se réduit à la conception standard d'une tétrade .
Bien qu'il existe une différence formelle substantielle entre les repères mobiles extrinsèques et intrinsèques, ils sont tous deux semblables dans le sens où un référentiel mobile est toujours donné par une application dans G. La stratégie de la méthode des référentiels mobiles de Cartan, telle qu'elle est brièvement décrite dans la méthode d'équivalence de Cartan, consiste à trouver un référentiel mobile naturel sur la variété, puis à prendre sa dérivée de Darboux, en d'autres termes à ramener la forme de Maurer-Cartan de G à M (ou P ), et ainsi à obtenir un ensemble complet d'invariants structurels pour la variété.

## Méthode du repère mobile
Cartan (1937) a formulé la définition générale d'un repère mobile e tla méthode d'un repère mobile, comme élaboré par Weyl (1938). Les éléments de la théorie sont :
- Un groupe de Lie G .
- Un espace de Klein X dont le groupe des automorphismes géométriques est G .
- Une variété lisse Σ qui sert d'espace de coordonnées (généralisées) pour X .
- Un ensemble de repères ƒ dont chacun détermine une fonction de coordonnées de X à Σ (la nature précise du repère est laissée vague dans l'axiomatisation générale).

Les axiomes suivants sont alors supposés valables entre ces éléments :
- Il existe une action de groupe libre et transitive de G sur l'ensemble des repères : c'est un espace homogène principal pour G . En particulier, pour tout couple de repères ƒ et ƒ ′, il existe une unique transition de repère (ƒ→ƒ ′ ) dans G déterminée par l'exigence (ƒ→ƒ ′ )ƒ = ƒ ′ .
- Étant donné un repère ƒ et un point A ∈ X, il est associé un point x = ( A ,ƒ) appartenant à Σ. Cette application déterminée par le repère ƒ est une bijection des points de X vers ceux de Σ. Cette bijection est compatible avec la loi de composition des repères dans le sens où la coordonnée x ′ du point A dans un repère différent ƒ ′ est issue de ( A ,ƒ) par application de la transformation (ƒ→ƒ ′ ). C'est, {\displaystyle (A,f')=(f\to f')\circ (A,f).}

Les sous-variétés paramétrées de X présentent un intérêt pour la méthode. Les considérations sont en grande partie locales, de sorte que le domaine des paramètres est considéré comme un sous-ensemble ouvert de R λ . Des techniques légèrement différentes s'appliquent selon que l'on s'intéresse à la sous-variété avec sa paramétrisation ou à la sous-variété jusqu'à la reparamétrisation.

## Repères tangents mobiles
Le cas le plus fréquemment rencontré d'un référentiel mobile est celui du fibré de référentiels tangents (également appelé fibré de référentiels ) d'une variété. Dans ce cas, un repère tangent mobile sur une variété M est constitué d'un ensemble de champs de vecteurs e1, e2, …, en formant une base de l'espace tangent en chaque point d'un ouvert U ⊂ M .
Si {\displaystyle (x^{1},x^{2},\dots ,x^{n})} est un système de coordonnées sur U, alors chaque champ vectoriel e j peut être exprimé comme une combinaison linéaire des champs de vecteurs de coordonnées {\textstyle {\frac {\partial }{\partial x^{i}}}} : {\displaystyle e_{j}=\sum _{i=1}^{n}A_{j}^{i}{\frac {\partial }{\partial x^{i}}},} où chacun {\displaystyle A_{j}^{i}} est une fonction sur U . Ceux-ci peuvent être considérés comme les composants d'une matrice {\displaystyle A} . Cette matrice est utile pour trouver l'expression des coordonnées du corepère dual, comme expliqué dans la section suivante.

### Corepères
Un repère mobile détermine un repère dual ou co-référentiel du fibré cotangent sur U, qui est parfois également appelé référentiel mobile. Il s'agit d'un n -uplet de 1 -formes lisses (θ1, θ2, …,θn) qui sont linéairement indépendants en chaque point q dans U. Inversement, étant donné un tel corepère, il existe un unique référentiel mobile e1, e2, …, en qui lui est dual, c'est-à-dire qui satisfait la relation de dualité θi ( ej ) = δi
j, où δi
j est la fonction delta de Kronecker sur U .
Si {\displaystyle (x^{1},x^{2},\dots ,x^{n})} est un système de coordonnées sur U, comme dans la section précédente, alors chaque champ de covecteurs θ i peut être exprimé comme une combinaison linéaire des champs de covecteurs de coordonnées {\displaystyle dx^{i}} : {\displaystyle \theta ^{i}=\sum _{j=1}^{n}B_{j}^{i}dx^{j},} où chacun {\displaystyle B_{j}^{i}} est une fonction sur U. Puisque {\textstyle dx^{i}\left({\frac {\partial }{\partial x^{j}}}\right)=\delta _{j}^{i}}, les deux expressions de coordonnées ci-dessus se combinent pour donner {\textstyle \sum _{k=1}^{n}B_{k}^{i}A_{j}^{k}=\delta _{j}^{i}} ; en termes de matrices, cela signifie simplement que {\displaystyle A} et {\displaystyle B} sont l'inverse l'un de l'autre.
Dans le cadre de la mécanique classique, lorsque l'on travaille avec des coordonnées canoniques, le corepère canonique est donné par la 1-forme tautologique . Intuitivement, il relie les vitesses d'un système mécanique (données par les champs vectoriels sur le fibré tangent des coordonnées) aux impulsions correspondantes du système (données par les champs vectoriels dans le fibré cotangent ; c'est-à-dire données par les formes). La forme tautologique est un cas particulier de la forme de soudure plus générale, qui fournit un champ de (co-)repères sur un faisceau de fibrés général.

### Utilisations
Les référentiels mobiles sont importants en relativité générale, où il n'existe aucun moyen privilégié d'étendre un choix de référentiel lors d'un événement p (un point dans l'espace-temps, qui est une variété de dimension quatre) à des points proches, et donc un choix doit être fait. En revanche, dans la relativité restreinte, M est considéré comme un espace vectoriel V (de dimension quatre). Dans ce cas, un cadre en un point p peut être translaté de p vers n'importe quel autre point q d'une manière bien définie. D'une manière générale, un repère en mouvement correspond à un observateur, et les référentiels distingués en relativité restreinte représentent des observateurs inertiels .
En relativité et en géométrie riemannienne, les types de repères mobiles les plus utiles sont les repères orthogonaux et orthonormés, c'est-à-dire des repères constitués de vecteurs orthogonaux (unités) en chaque point. En un point p donné, un repère général peut être rendu orthonormé par orthonormalisation ; en fait, cela peut être réalisé en douceur, de sorte que l'existence d'un repère mobile implique l'existence d'un repère orthonormé mobile.

### Plus de détails
Un repère mobile existe toujours localement, c'est-à-dire dans un voisinage U d'un point p quelconque de M ; cependant, l'existence d'un repère mobile global sur M nécessite des conditions topologiques . Par exemple, lorsque M est un cercle, ou plus généralement un tore, de tels référentiels existent ; mais pas lorsque M est une 2- sphère . Une variété qui possède un repère mobile global est dite parallélisable . On peut comparer par exemple à la façon dont les unités de direction de latitude et longitude à la surface de la Terre se décomposent en un repère mobile aux pôles nord et sud.
La méthode des repères mobiles d' Élie Cartan repose sur la prise d'un repère mobile adapté au problème particulier étudié. Par exemple, étant donnée une courbe dans l’espace, les trois premiers vecteurs dérivés de la courbe peuvent en général définir un repère en un point de celle-ci (cf. tenseur de torsion pour une description quantitative – on suppose ici que la torsion n’est pas nulle). En fait, dans la méthode de déplacement des cadres, on travaille plus souvent avec des corepères plutôt qu'avec des repères. Plus généralement, les repères mobiles peuvent être considérés comme des sections de fibrés principaux sur des ouverts U. La méthode générale de Cartan exploite cette abstraction en utilisant la notion de connexion de Cartan .

## Atlas
Dans de nombreux cas, il est impossible de définir un repère unique valable à l’échelle mondiale. Pour surmonter ce problème, les cadres sont généralement assemblés pour former un atlas, aboutissant ainsi à la notion de repère local . De plus, il est souvent souhaitable de doter ces atlas d'une structure lisse, afin que les champs de repère résultants soient différentiables.

## Généralisations
Bien que cet article construise les champs de repère comme un système de coordonnées sur le fibré tangent d'une variété, les idées générales s'étendent facilement au concept de fibré vectoriel, qui est une variété dotée d'un espace vectoriel en chaque point, cet espace vectoriel étant arbitraire et en général non lié au fibré tangent.

## Applications

Les principaux axes de rotation dans l'espace.

Les manœuvres de l'avion peuvent être exprimées en termes de repère mobile ( axes de rotation de l'avion ) lorsqu'elles sont décrites par le pilote.

## Remarques
1. 1 2  Chern 1985
2. 1 2 3  Griffiths 1974